# Фабрицкий, Семён Семёнович
Семён Семёнович (Симеон Симеонович) Фабри́цкий (1874—1941) — русский контр-адмирал, флигель-адъютант Свиты Его Императорского Величества.

## Биография
Родился в дворянской семье в Одессе 14 февраля 1874 года, сын судьи. Окончил Морской корпус; 15 сентября 1894 года был произведён в мичманы и выпущен во 2-й Балтийский флотский экипаж.
В 1895—1896 годах совершал плавания на броненосцах «Император Александр II» и «Наварин». Во время плавания в Средиземном море был послан из Пирея во Владивосток, где был назначен на крейсер I ранга «Адмирал Нахимов». После возвращения в Кронштадт в 1898 году поступил в Минный офицерский класс и в 1903 году был назначен минным офицером на канонерскую лодку «Ерш», а затем на императорскую яхту «Полярная звезда». Осенью 1907 года императорская яхта «Штандарт», которой обычно пользовались император Николай II с семьёй для своих плаваний во время летнего отдыха, наскочив на камни в финских шхерах, отправилась на ремонт. Царская семья перешла на яхту «Полярная звезда», где старший лейтенант Фабрицкий был уже старшим офицером. С этого времени имя Фабрицкого упоминается в дневниках и переписке царской семьи; 5 ноября 1907 года Фабрицкий был произведён в капитаны 2 ранга и назначен флигель-адъютантом Свиты Его Императорского Величества и пребывал в этом звании и во время службы на императорской яхте «Штандарт».
В 1909 году участвовал в юбилейных торжествах в Полтаве (посвященных 200-летию Полтавской битвы), а затем до декабря нёс дежурство как флигель-адъютант при Николае II в Ливадии. В 1910 году был назначен командиром миноносца «Амурец», а в 1913 году принял командование 3-м дивизионом эскадренных миноносцев на Балтийском флоте и произведен в капитаны 1 ранга.
В феврале 1915 года назначен начальником отдельной морской бригады, сформированной из матросов для обороны Моонзундских островов. 28 июня 1916 года произведен в контр-адмиралы — «за отличия по службе» и вскоре (17 октября 1916 года) приказом начальника Морского штаба Верховного Главнокомандующего адмирала Русина был назначен командующим отдельной Балтийской морской дивизией, в которую была развернута бригада. В начале 1917 года отдельная Морская дивизия была переброшена на Черноморский флот и заняла оборону в устье Дуная.
После Февральской революции контр-адмирала Фабрицкого заменил контр-адмирал князь Трубецкой, а Фабрицкий был зачислен в резерв чинов Морского министерства. Приказом по армии и флоту от 22 июня 1917 года контр-адмирал Фабрицкий был уволен от службы, согласно его прошению с мундиром и пенсией.
В мае 1918 года контр-адмирал Фабрицкий пробрался из Николаева, где он скрывался до немецкой оккупации, на Дон и принял, после генерал-лейтенанта К. Н. Оглобинского, командование Донской флотилией в составе Донской армии. Помогал контр-адмиралу И. А. Кононову в вооружении морских и речных судов, а также бронепоездов орудиями, которые ему удавалось доставлять из Севастополя.
В 1920 году выехал в Константинополь, после чего в 1935 году переехал в Бельгию, где был избран председателем Союза морских офицеров.
Скончался в Брюсселе 3 февраля 1941 года. Похоронен там же, на Иксельском кладбище, участок 1 (Pelouse 1), недалеко от могилы Виктора Орты, вместе с другими русскоязычными эмигрантами.

## Семья
- Жена (с 6.9.1898) — София Юрьевна Постельникова
  - Маргарита (род. 26.9.1899);
  - Григорий (по другим сведениям - Георгий, 16.12.1900 - 1945). Участник Белого движения. Ранен в октябре 1920. Позднее находился среди белогвардейцев на о.Лемнос. Осенью 1925 года в составе Гундоровского полка служил в Болгарии. Сотник. В эмиграции находился в Прибалтике Пропал без вести в 1945 году.
  - Семён (род. 26.12.1901). Вместе с братом учился в Императорском Училище Правоведения в Петрограде[1].
- В эмиграции женился второй раз. Жена —  Вера Константиновна Фабрицкая (1898 - 1947). Похоронена вместе с мужем.

## Сочинения
- Фабрицкий С. С. Из прошлого. Воспоминания флигель-адъютанта Государя Императора Николая II. — Берлин, 1926.